# Айдхаузен
Айдхаузен (нем. Aidhausen) — община в Германии, в земле Бавария.
Подчиняется административному округу Нижняя Франкония. Входит в состав района Хасберге. Подчиняется управлению Хофхайм ин Унтерфранкен. Население составляет 1792 человека (на 31 декабря 2010 года). Занимает площадь 37,30 км².

## Население
По оценке на 31 декабря 2015 года население общины Айдхаузен составляет 1787 чел. 

| Дата      | 1840 | 1871 | 1900 | 1925 | 1939 | 1950 | 1961 | 1970 | 1987 | 2011 |
| --------- | ---- | ---- | ---- | ---- | ---- | ---- | ---- | ---- | ---- | ---- |
| Население | 2150 | 2161 | 2049 | 1964 | 1906 | 2514 | 2010 | 2067 | 1911 | 1802 |

| Год       | 1960 | 1970 | 1980 | 1990 | 2000 | 2009 | 2010 | 2011 | 2012 | 2013 | 2014 | 2015 |
| --------- | ---- | ---- | ---- | ---- | ---- | ---- | ---- | ---- | ---- | ---- | ---- | ---- |
| Население | 2012 | 2074 | 1912 | 1949 | 1942 | 1813 | 1792 | 1796 | 1763 | 1746 | 1770 | 1787 |